# Sofia Tikhonova
Pour les articles homonymes, voir Tikhonov.
Sofia Dmitrievna Tikhonova (russe : Софья Дмитриевна Тихоновa), née le 16 novembre 1998 à Saint-Pétersbourg, est une sauteuse à ski russe.

## Parcours sportif

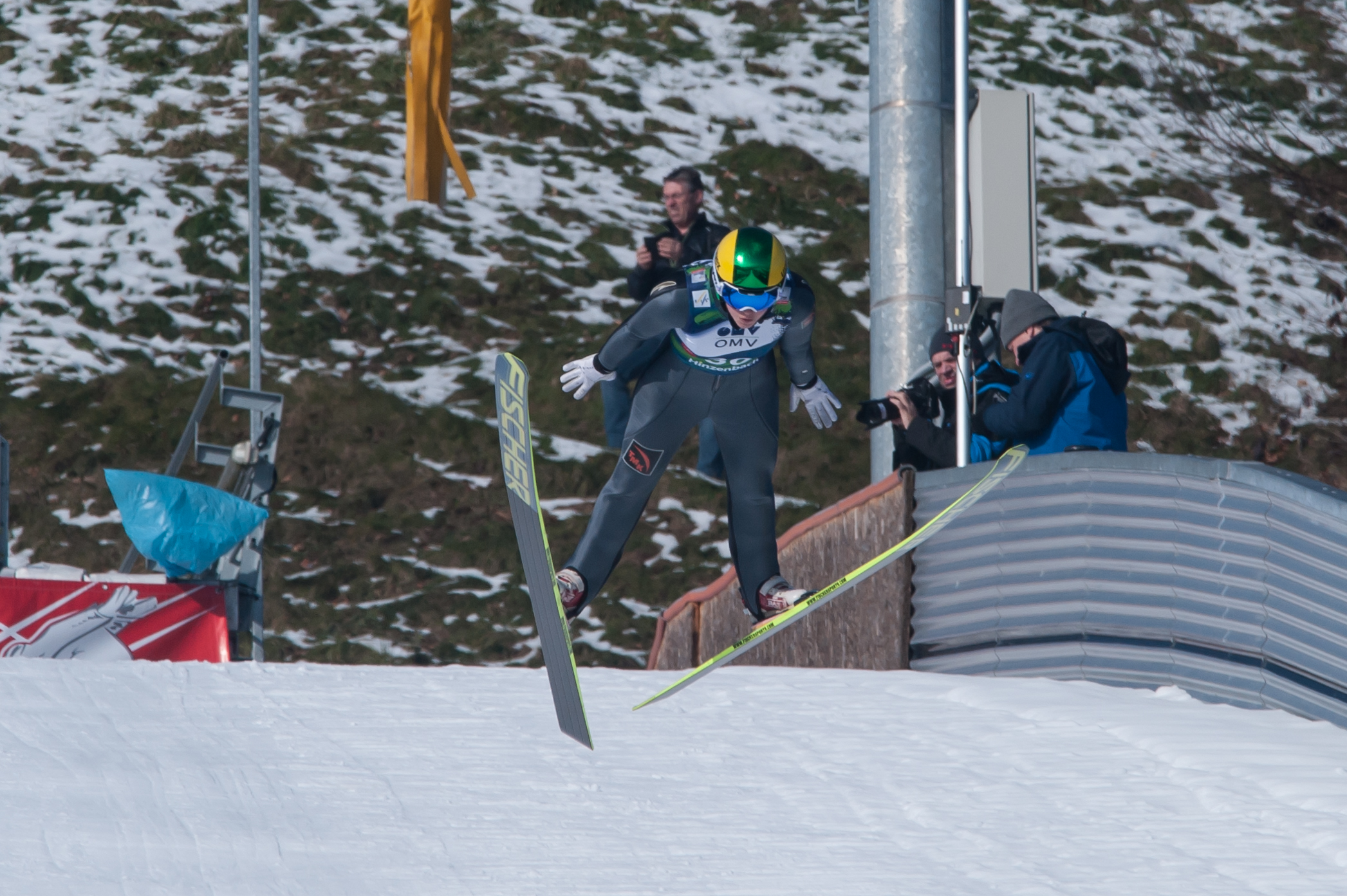
Coupe du monde de saut à ski FIS Hinzenbach Dimanche 1er février 2015

Licencié au club de sa ville natale Saint-Pétersbourg, elle fait son entrée dans l'équipe nationale durant la saison 2010-2011 en participant à la Coupe continentale. Dans cette compétition, elle a obtenu son premier podium en février 2014 à Lahti. Au plus haut niveau, elle a fait ses débuts en Coupe du monde en décembre 2013 à Lillehammer. Son premier résultat majeur dans l'élite est sa quatrième place à l'épreuve d'ouverture de la saison 2014-2015 également à Lillehammer.
En 2015, elle remporte successivement la médaille d'or au Festival olympique de la jeunesse européenne et le titre mondial chez les juniors à Almaty. Elle devient aussi championne de Russie élite. Aux Championnats du monde junior 2016, c'est la médaille de bronze en qu'elle gagne en individuel. Cette année, elle est aussi au rendez-vous des Jeux olympiques de la jeunesse à Lillehammer, où elle remporte la médaille d'argent en individuel derrière Ema Klinec.
En décembre 2017, elle obtient son premier podium dans une épreuve par équipes en Coupe du monde à Hinterzarten. Aux Jeux olympiques de Pyeongchang 2018, elle est 25e.

## Palmarès

### Jeux olympiques
| Épreuve / Édition | Pyeongchang 2018 |
| Individuel        | 25e              |

### Championnats du monde
| Épreuve / Édition  | Falun 2015                       | Lahti 2017                       | Seefeld 2019 |
| Individuel         | 20e                              | 26e                              | 20e          |
| par équipes mixtes | 6e                               |                                  |              |
| par équipes        | Épreuve inexistante à cette date | Épreuve inexistante à cette date | 5e           |

### Coupe du monde
- Meilleur classement général : 15e en 2019.
- Meilleur résultat : 4e.
- 3 podiums par équipes.

#### Classements généraux annuels
| Année | Rang |
| 2014  | 42e  |
| 2015  | 21e  |
| 2016  | 25e  |
| 2017  | 27e  |
| 2018  | 23e  |
| 2019  | 15e  |
| 2020  | 16e  |
| 2021  | 24e  |

### Championnats du monde junior
- Almaty 2015 :
  -  Médaille d'or en individuel.
  -  Médaille d'argent par équipes.
- Rasnov 2016 :
  -  Médaille de bronze en individuel.
  - Kandersteg 2018 :
  -  Médaille d'argent par équipes.

### Jeux olympiques de la jeunesse
- Lillehammer 2016 :
  -  Médaille d'or par équipes mixtes (saut, ski de fond, combiné nordique).
  -  Médaille d'argent en individuel.

### Coupe continentale
- Meilleur classement général : 6e en 2013.
- 1 podium.